# Joventut Atlètica Sabadell
La Joventut Atlètica Sabadell (JAS) és un club d'atletisme de Sabadell (Vallès Occidental) amb seu a l'Estadi Municipal d'Atletisme Josep Molins, afiliat a la Federació Catalana d'Atletisme (FCA), fundat en 1921 com a Joventut Excursionista Pensament i registrat en 1924 com entitat excursionista, en 1927 crea la secció atlètica i des de 1946 existeix únicament com a club atlètic. És a partir de 1950, quan l'entitat adopta el nom actual i en la denominació en què és coneguda des de llavors: Joventut Atlètica Sabadell (JAS).
Esportistes olímpics com Josep Molins i Montes (Roma-1960), Carme Valero Omedes (Montreal-1976), Montserrat Pujol i Clusella (Seül-1988) i Miquel Quesada Velasco (Atenes-2004 i Pequin-2008) i mundialistes com: Angels Guitart (Dusseldorf-1977), Rosa MªMorató (Osaka-2007), Ana Pinero (Daegu-2011), Xavier Carrión (Istanbul-2012) i Sergio Ruiz (Moscou-2013) es van forjar al planter de la JAS. José Santos, medallista en dues edicions dels Jocs Paralímpics (Toronto-1976 i Arhem-1980), també va créixer dins la JAS.